# Cerritos (kommun)
Cerritos är en kommun i Mexiko.   Den ligger i delstaten San Luis Potosí, i den centrala delen av landet, 400 km norr om huvudstaden Mexico City.
Följande samhällen finns i Cerritos:
- Cerritos
- El Sauz
- El Tepozán
- Cerros Blancos
- Mezquites Grandes
- Rincón de Turrubiartes
- San Nicolás del Bosque
- Puerto de San José
- Manzanillas
- San José de Turrubiartes